# Euborellia moesta
Euborellia moesta ist eine Art der zu den Insekten gehörenden Ohrwürmer und in Südeuropa verbreitet.

## Merkmale
Die Körperlänge beträgt bei beiden Geschlechtern einschließlich der Zangen 15–22 mm. Der Körper ist überwiegend schwarz gefärbt. Auch die Beine sind zumindest oberseits dunkel gefärbt. Hinterflügel fehlen, die Vorderflügel sind zu kleinen Läppchen (wing flaps) an den Seiten des Mesothorax reduziert. Die Cerci der Männchen sind asymmetrisch, eine der Zangenhälften biegt sich näher am Körperende und stärker nach innen. Die Cerci der Weibchen sind kräftig und meist zusammengelegt. Die Antennen besitzen meist 18 Glieder. Die Nymphen sind heller gefärbt als die Imagines, sie sind nach dem Schlupf gelblich und werden später braun.

### Ähnliche Arten
Häufig wird die Art mit dem Südlichen Ohrwurm (Euborellia annulipes) verwechselt. E. annulipes ist jedoch heller gefärbt und weist helle, geringelte Beine auf. Außerdem fehlen E. annulipes die Flügelreste, die Art ist vollkommen flügellos. Die Fühler bestehen gewöhnlich aus 16 Gliedern. Die Nymphen von E. moesta ähneln jedoch adulten E. annulipes sehr stark.
Euborellia annulata ist eine sehr ähnliche Art. Sie ist kleiner, sieht Euborellia moesta aber ansonsten extrem ähnlich.
Auch mit dem Gewächshaus-Ohrwurm (Euborellia arcanum) und Anisolabis maritima kann eine Verwechslung entstehen. Beide Arten haben jedoch gelbe Beine.

## Verbreitung
Das Verbreitungsgebiet von Euborellia moesta liegt in Südwesteuropa. Hier kommt die Art von der Osthälfte der Iberischen Halbinsel über Süd- und Westfrankreich bis nach Italien vor. In Frankreich bewohnt sie vor allem die küstennahen Gebiete, kommt in Okzitanien und im Rhônetal aber auch weiter im Inland vor. Im Nordwesten reicht das Areal bis nach Pays de la Loire, jedoch nur südlich der Loire. Auch Korsika und die Balearen werden besiedelt, eventuell gibt es auch Vorkommen in Marokko. In Spanien kommt die Art auch im Landesinneren vor, während Euborellia annulipes auf die küstennahen Gebiete beschränkt ist. Die Verbreitungsschwerpunkte von Euborellia moesta liegen in Südfrankreich und Mittelitalien. In Italien kommt die Art im Süden bis in die Provinz Salerno und nach Sardinien vor und im Norden bis in die Südalpen. In den Apenninen kommt die Art auch in den höheren Lagen vor.

## Lebensweise
Euborellia moesta kann ganzjährig gefunden werden, die meisten Funde stammen jedoch aus dem Frühling und Herbst. Die Art lebt unter anderem in Laub am Boden und ernährt sich räuberisch von anderen Wirbellosen. Es kommt seltener zu Aggregation als bei verschiedenen Ohrwürmern der Familie Forficulidae, die Tiere bevorzugen jedoch Verstecke, die zuvor von anderen Ohrwürmern genutzt wurden. Dabei kann es sich um Ohrwürmer anderer Arten oder andere Individuen der gleichen Art handeln.

## Taxonomie
Die Art wurde 187 von Giuseppe Gené unter dem Namen Forficesila moesta erstbeschrieben. Weitere Synonyme lauten:
- Euborellia hispanica Steinmann, 1981
- Forficesila taurica Motschulsky, 1846
- Forficula hispanica Herrich-Schäffer, 1840
- Forficula moesta Gené, 1837
- Forficula taurica Motschulsky, 1846